# 143 Records
143 Records is een Amerikaans platenlabel, opgericht door de Canadese producent David Foster en onderdeel van Atlantic Records. De getallen in de naam van het label betreffen de aantallen letters van de woorden "I Love You".

## Artiesten
Onder meer de onderstaande artiesten hebben contracten gesloten met 143 Records:
- Michael Bublé
- The Corrs
- Josh Groban
- Renee Olstead
- Bars and Melody